# 君の名を呼ぶ
「君の名を呼ぶ」（きみのなをよぶ）は、2001年8月1日に発売された浜田省吾の33枚目のシングル。
浜田のシングルとしては唯一、バッキング・トラックが収録されている。

## 音楽性
表題曲の「君の名を呼ぶ」は、メロディ自体は1997年に出来ていたらしいが、なかなか納得のいく歌詞を書くことが出来ず、ようやく日の目を見た。浜省節とも言えるような切ないバラードである。
カップリング曲の「演奏旅行」は、1980年7月21日発売10枚目のEPシングル「明日なき世代」のB面に収録されていたものをリメイクした作品。

## 記録
オリコンチャート初登場9位を記録。シングルでは「LOVE HAS NO PRIDE」以来、3年ぶりのトップ10入りとなり、累計8.4万枚を売り上げるヒットとなった。

## 収録曲
| 全作詞・作曲: 浜田省吾、全編曲: 浜田省吾 & 水谷公生。 |                                                                        |          |            |      |
| #                                                     | タイトル                                                               | 作詞     | 作曲・編曲 | 時間 |
| 1.                                                    | 「君の名を呼ぶ」                                                       | 浜田省吾 | 浜田省吾   | 6:26 |
| 2.                                                    | 「演奏旅行 〜DEDICATED TO ALL OF YOU RUNNING WITH "ON THE ROAD 2001"」 | 浜田省吾 | 浜田省吾   | 4:25 |
| 3.                                                    | 「君の名を呼ぶ」(Backing Track)                                        | 浜田省吾 | 浜田省吾   | 6:26 |
| 合計時間:                                             | 合計時間:                                                              | 17:17    |            |      |

## 参加ミュージシャン
| 君の名を呼ぶ - Bass：山内薫 - Nylon Guitar Electric Guitar, Synthesizers & Rhythm Programming & All Other Instruments：水谷公生 - Backing Vocal：浜田省吾 | 演奏旅行 〜DEDICATED TO ALL OF YOU RUNNING WITH "ON THE ROAD 2001 - Drums：大久保敦夫 - Bass：岡沢茂 - Guitar & Backing Vocal：町支寛二 - Violin：矢野晴子, 岩戸有紀子 - Piano & Organ：小島良喜 - Accordion：福田裕彦 - Mandolin, Percussion & Sax：古村敏比古 |